# Еметофобија
Еметофобија је страх од повраћања или гледања како неко повраћа у јавности. Фобија је такође повезана са страхом од мучнине. Ово стање је много чешће заступљено код жена. Страх од повраћања добија јако мало пажње у односу на друге специфичне фобије.
Повраћање може натерати особу са овом врстом фобије да побегне. Неки се могу плашити повраћања других људи, док се други плаше да ће и сами повратити. Неки имају и једну и другу врсту страха. Људи са еметофобијом обично пате од анксиозности; често вриште или плачу када је неко болестан.
Неки стручњаци верују да је еметофобија повезана са бригом због недостатка контроле. Многи људи покушавају да контролишу себе и своју околину на сваки могући начин, али повраћање је тешко или немогуће за контролисати. Постоји много фактора који могу довести до еметофобије. Може утицати на умове мале деце, али еметофобија се може појавити код људи било које старосне доби. 